# Colobothea ordinata
Colobothea ordinata är en skalbaggsart som beskrevs av Bates 1865. Colobothea ordinata ingår i släktet Colobothea och familjen långhorningar. Inga underarter finns listade i Catalogue of Life.